# Jan M. Kolár
Jan M. Kolár (2. ledna 1923, Praha – 10. března 1979, Lucembursko) byl český novinář a spisovatel, v emigraci od roku 1948. Beletristické dílo napsal francouzsky.

## Život

### Mládí
Oba rodiče Jana M. Kolára byli profesionální umělci. Matka Marie Kolárová (rozená Hermannová, 1901-1980) byla operní pěvkyně a filmová herečka, v letech 1927-1934 vystupovala na Národním divadle v Praze. Otec Jan Stanislav Kolár (1896–1973) byl český scenárista, režisér, herec a filmový kritik.
Po maturitě, kterou získal na pražském reálném gymnáziu v Křemencově ulici nemohl dále studovat, protože vysoké školy byly za německé okupace zavřeny. Pracoval proto jako nákupní úředník a po osvobození nastoupil na Právnickou fakultu Univerzity Karlovy. Ze studií byl vyloučen v roce 1948.

### Novinář v poválečném Československu
Již za Protektorátu přispíval do týdeníku Praha v týdnu svými divadelními a filmovými recenzemi. V letech 1946-1948 do Svobodných novin (pod tímto názvem vycházely Lidové noviny v letech 1945-1948, vedl je Ferdinand Peroutka).
Do obtíží se Jan M. Kolár dostal po zveřejnění svého příspěvku Atomická energie a Jáchymov, který vyšel v týdeníku Československé strany lidové Obzory (za týdeník odpovídal mj. Pavel Tigrid) 27. 7. 1946. Kolár v článku konstatoval, že v jáchymovských dolech měli utajeně pracovat sovětští experti na atomovou energii. To bylo považováno za vojenské tajemství a Kolár byl několik dnů držen ve vazbě.

### Emigrace
Po vyloučení ze studia se Jan M. Kolár krátkou dobu skrýval. V dubnu 1948 se mu podařilo v uneseném letadle dostat do Mnichova. Po pobytu v utečeneckém táboře odešel do Lucemburska.
Poté zorganizoval vycestování své přítelkyně Áji. Ta se v Praze fiktivně provdala za lucemburského občana, se kterým opustila Československo. Po příjezdu do Lucemburska bylo toto manželství anulováno a Kolár, který získal švýcarské stipendium, odjel s budoucí manželkou do Švýcarska, kde se konala v únoru 1949 svatba. Manželé odcestovali na konci roku 1949 do Kamerunu, kde Kolár nejprve pracoval pro společnost Bromfilm, jako asistent českého režiséra Ladislava Broma. Po zkrachování filmového projektu spoluvlastnil s manželkou, magistrou farmacie Univerzity Karlovy, lékárnu. Od roku 1950 zde též obchodoval s kakaem. Prosperující lékárna mu umožňovala cestovat po Evropě, Africe, Blízkém Východu a americkém kontinentu. Do Paříže se navracel na několik měsíců v roce a roku 1975, kdy manželé Kolárovi činnost kamerunské lékárny ukončili, se sem přestěhoval.
Přispíval do Tigridova Svědectví (vycházelo od roku 1956), v únoru 1957 však (pro názorový nesouhlas s navrhovanou diskusí s reformními komunisty jako Gomulka či Tito) z redakční rady vystoupil. Svůj postoj vysvětlil otevřeným dopisem, který Svědectví  zveřejnilo. Od konce padesátých let psal francouzsky, v tomto jazyce napsal pět románů.

### Závěr života
V roce 1977 se z obav z politického vývoje  přestěhoval z Paříže do Lucemburska, kde o dva roky později zemřel na rakovinu prostaty.
Pavel Tigrid uctil památku Jana M. Kolára nekrologem ve Svědectví.

## Dílo

### Žurnalistika
Za Protektorátu přispíval do týdeníku Praha v týdnu, po osvobození do deníku Svobodné noviny a týdeníků Vývoj a Obzory. Po emigraci zveřejňoval své příspěvky v českých periodikách vycházejících v zahraničí, např. Čechoslovák, Československé noviny, Hlas domova, Naše hlasy, Návrat, New Yorské listy, Ozvěna, Skutečnost, Sklizeň, Svědectví, Zápisník. Zpočátku také přispíval do v německojazyčných časopisů jako Lucemburger Wort, Neue Zürcher Zeitung nebo Die Weltwoche.

### Knižní vydání
- Listy němému příteli (Úvod k dialogu s domovem, Lund, Sklizeň svobodné tvorby, 1955)
- Otázky české tradice (Esej, Lund, Sklizeň svobodné tvorby, 1957)

Romány ve francouzštině (do češtiny nepřeloženo):
- La Monnaie de retour (Peníze nazpět/Peníze na návrat, Paris, Editions Julliard, 1959)
- Le Nouveau Venu (Nově příchozí, Paris, Editions Julliard, 1961),
- Paradis parallèles (Paralelní ráje, román, Paris, Albin Michel, 1967)
- Die beiden Paradiese (německý překlad románu Paradis parallèles, Hamburg, Classen, 1968)
- La pente (Svah, román, Paris, Albin Michel, 1969)
- Une fée sur l’échiquier (Víla na šachovnici, Paris, Albin Michel, 1973)

### Online ukázky z díla
- Smysl svobody (Svědectví 01/1956, pseudonym Jan Krása)[13]
- Jak přežít. Pohled zpět. (Esej ve Svědectví, 1965, autorství dle Slovníku české literatury po roce 1945)[14]